# Lưu (họ)
Lưu là một họ của người Trung Quốc (giản thể: 刘; phồn thể: 劉; bính âm: Líu; Việt bính: Lau4), Việt Nam và cũng tồn tại ở Triều Tiên (Hangul: 류, Romaja quốc ngữ: Ryu hoặc Yu). Họ Lưu được biết đến nhiều nhất vì đây là họ của hoàng tộc nhiều triều đại phong kiến Trung Quốc như Nhà Hán, Thục Hán, Nam Hán và Lưu Tống.

## Người Việt Nam họ Lưu
- Lưu Cơ (940-979), là người cai quản thành Đại La thế kỷ X đồng thời quan trung thần của Vua Đinh Tiên Hoàng.
- Lưu Ngữ, Lưu Quyền, các vị tướng nhà Đinh có công giúp Đinh Bộ Lĩnh đánh dẹp 12 sứ quân thế kỷ X.
- Lưu Khánh Đàm (năm sinh mất còn nhiều tranh cãi), đại thần nhà Lý.
- Lưu Ba, đại thần nhà lý
- Lưu Diễm (1210-?), Thủ khoa Thái học sinh năm 1232 thời nhà Trần, em trai Lưu Miễn.
- Lưu Miễn (?-?), Thủ khoa Thái học sinh năm 1239 thời nhà Trần, anh trai Lưu Diễm.
- Lưu Thúc Kiệm (1373-1434), Trạng nguyên năm 1400 thời nhà Hồ.
- Lưu Nhân Chú (?-1433), khai quốc công thần nhà Hậu Lê.
- Lưu Đức An (1490-1562), Tiến sĩ, quan lại nhà Mạc.
- Lưu Đình Chất (1566 -1627), quan nhà Lê trung hưng.
- Lưu Danh Công (1643/1644 -1675) Trạng nguyên năm 1670 thời nhà Lê Trung hưng.
- Lưu Văn Lang (1880-1969), Kỹ sư người bản xứ đầu tiên ở Đông Dương.
- Lưu Hữu Phước (1921-1989) Nhạc sĩ Việt Nam.
- Lưu Trọng Lư (1911-1991), Nhà thơ, nhà văn, nhà soạn kịch Việt Nam.
- Lưu Bách Thụ (1914-1979), Nhạc sĩ Việt Nam.
- Lưu Quang Thuận, Nhà soạn kịch, nhà thơ Việt Nam.
- Lưu Quang Vũ, Nhà soạn kịch, nhà thơ Việt Nam.
- Lưu Minh Vũ, Biên tập viên, người dẫn chương trình Việt Nam
- Hoàng Thế Thiện (1922–1995, tên thật là Lưu Văn Thi), Thiếu tướng Quân đội Nhân dân Việt Nam.
- Lưu Văn Mẫn (1927). Lão thành Cách mạng. Huy hiệu 75 năm tuổi Đảng (năm 2022). Nguyên Phó Văn phòng TW Đảng, Phó ban Tài chính Quản trị TW, Trợ lý Tổng bí thư Nguyễn Văn Linh.
- Lưu Bình Nhưỡng (1963), Tiến sĩ luật, Giảng viên, Chính trị gia, ĐBQH CHXHCNVN khóa XIV.
- Lưu Chí Vỹ (1983), nam ca sĩ Việt Nam.
- Lưu Chí Hiếu (1913 -1961) là Anh hùng Lực lượng vũ trang nhân dân Việt Nam trong cuộc kháng chiến chống Mỹ, ông là một trong những người tù chính trị ở nhà tù Côn Đảo.
- Lưu Kế Tông(? - ?) Là một vị tướng của Lê Hoàn đã ở lại và cai trị khu vực bắc Chăm từ Quảng Bình vào Quảng Nam, tự lập Vua Chăm Pa  05 năm
- Lưu Thủy Lê Vi (1981) là tên thật của nữ ca sĩ Hoàng Lê Vi
- Lưu Huy Vinh (Lưu Vinh - Đại tá CAND, Nhà báo, Phó TBT Báo CAND, đạt 8 Giải thưởng Báo chí Quốc gia, tạ thế 2020)
- Lưu Văn Thành TSKH - Chủ tịch Hội đồng Lưu Tộc Việt Nam
- Lưu Tất Thắng TS - PCT Thường trực Hội đồng Lưu Tộc Việt Nam; nguyên PCT Quận Thanh Xuân, Hà Nội.
- Lưu Quang Bình (1949) Đà Nẵng - Nhiếp ảnh gia, Nhà báo - TBT Website LUUTOC.VN
- Lưu Hương Giang, nữ ca sĩ nhạc trẻ Việt Nam.
- Lưu Thị Diễm Hương, Hoa hậu Thế giới người Việt 2010, đại diện Việt Nam dự thi Hoa hậu Trái Đất 2010 và Hoa hậu Hoàn vũ 2012.
- Lưu Thành Công (Vĩnh Long) ĐBQH Nước CHXHCNVN
- TS.Lưu Hải Minh (Hà Nội), còn được gọi là "Nhà Sáng chế" đã có 116 phát minh đã đăng ký sáng chế, trong đó được cấp 15 Bằng độc quyền sáng chế hoặc độc quyền giải pháp hữu ích.
- Lưu Lệ Hằng (7-1963): GS-TSKH, Nhà thiên văn học Mỹ gốc Việt, GV Đại học Harvard, đã phát hiện Vành đai Kuiper và được đặt tên Chùm sao trên Vũ trụ là: "5430Luu" được nhận giải thưởng Kavli (tương đương Giải Nobel về Thiên văn học).
- Thiếu tướng, PGS.TS Lưu Văn Miểu - Giám đốc Học viện Hậu cần QĐNDVN
- TS. Lưu Sỹ Quý, Thiếu tướng QĐND-VN. Cục trưởng Cục Tài chính Bộ Quốc phòng.
- Đại tá Lưu Trung Thái - Phó chủ tịch HĐQT, Tổng giám đốc Ngân hàng Quân đội (MB).
- Thiếu tướng Lưu Bá Xảo (bí danh Lưu Duy Nhất) (1925-1994) làng Cao Lao Hạ (nay là xã Hạ Trạch, huyện Bố Trạch, tỉnh Quảng Bình)
- Nhạc sỹ Lưu Văn Bình (Đà Nẵng)
- Nhạc sỹ Lưu Đức Giang (Dak Lak)
- Thiếu tướng Lưu Dương (Cao Lao Hạ)
- Lưu Trọng Ninh (1956) là một đạo diễn điện ảnh Việt Nam.  Là con của nhà thơ, nhà văn, nhà soạn kịch Lưu Trọng Lư (1911 – 1991)
- Lưu Học Sỹ danh nhân quê Hưng Yên
- Lưu Anh Duyên (1951), thuộc họ Lưu Phú (Đa Phúc, Dương Kinh, Hải Phòng)
- Lưu Vĩnh Phúc (Hà Nội) - TGĐ Cty Long Giang - PCT Hội đồng Lưu Tộc Việt Nam.
- Lưu Bình, nhân vật nổi tiếng trong vở chèo kinh điển Việt Nam Lưu Bình - Dương Lễ
- Lưu Thị Phương, nhân vật nổi tiếng trong vở chèo kinh điển Việt Nam Trương Viên

## Người Trung Quốc

### Triều đại
- Tây Hán:
  - Hán Cao Tổ Lưu Bang
  - Hán Văn Đế Lưu Hằng
  - Hán Vũ Đế Lưu Triệt
  - Hán Cảnh Đế Lưu Khải
- Đông Hán
  - Hán Quang Vũ Đế Lưu Tú
  - Hán Linh Đế Lưu Hoằng
  - Hán Hiến Đế Lưu Hiệp
- Thục Hán:
  - Hán Chiêu Liệt Đế Lưu Bị
  - Hán Hoài Đế Lưu Thiện
- Hán Triệu:
  - Hán Quang Văn Đế Lưu Uyên
  - Hán Chiêu Vũ Đế Lưu Thông
- Lưu Tống:
  - Tống Vũ Đế Lưu Dụ
  - Tống Văn Đế Lưu Nghĩa Long
  - Tống Hiếu Vũ Đế Lưu Tuấn
- Hậu Hán:
  - Hậu Hán Cao Tổ Lưu Tri Viễn
- Bắc Hán:
  - Hậu Hán Thế Tổ Lưu Mân
- Nam Hán
  - Nam Hán Cao Tổ Lưu Nghiễm

### Phong kiến
- Lưu Hướng hay Lưu Canh Sinh, học giả thời Tây Hán.
- Lưu Ngu, U Châu Mục thời Đông Hán.
- Lưu Yên, Ích Châu Mục thời Đông Hán.
- Lưu Chương, Ích Châu Mục thời Đông Hán.
- Lưu Diệp, khai quốc công thần Tào Ngụy thời Tam Quốc.
- Lưu Biểu, Kinh Châu Mục thời Đông Hán.
- Lưu Kỳ, Kinh Châu Mục thời Đông Hán.
- Lưu Tông, Kinh Châu Mục thời Đông Hán.
- Lưu Phong, vốn họ Khấu, hoàng thất và tướng lĩnh Thục Hán thời Tam Quốc.
- Lưu Ba, chính trị gia Thục Hán thời Tam Quốc.
- Lưu Diệp, khai quốc công thần Tào Ngụy thời Tam Quốc.
- Lưu Phức, chính trị gia cuối thời Đông Hán.
- Lưu Tĩnh, khai quốc công thần Tào Ngụy thời Tam Quốc.
- Lưu Đôn, chính trị gia Đông Ngô thời Tam Quốc.
- Lưu Lao Chi, đại tướng thời Đông Tấn.
- Lưu Hoằng Cơ, đại thần thời nhà Đường.
- Lưu Chính Hội, đại thần thời nhà Đường.
- Lưu Vũ Tích, thi sĩ thời nhà Đường.
- Lưu Tri Kỷ, sử gia thời nhà Đường, tác giả Sử thông.
- Lưu Phanh, tiết độ sứ Lư Long thời Đường.
- Lưu Tế, tiết độ sứ Lư Long thời Đường.
- Lưu Tổng, tiết độ sứ Lư Long thời Đường.
- Lưu Nhân Cung, tiết độ sứ Lư Long thời Đường.
  - Lưu Thủ Văn, tiết độ sứ Nghĩa Xương thời Đường.
- Lưu Tri Tuấn, tướng lĩnh Hậu Lương, Kỳ, Tiền Thục thời Ngũ Đại.
- Lưu Hú, sử gia Hậu Tấn thời Ngũ Đại, tác giả Đường thư.
- Lưu Tòng Hiệu, tiết độ sứ Thanh Nguyên thời Ngũ Đại.
- Lưu Thiệu Tư, tiết độ sứ Vũ Bình thời Ngũ Đại.
- Lưu Ngôn, tiết độ sứ Thanh Nguyên thời Ngũ Đại.
- Lưu Khiêm, tiết độ sứ Thanh Hải thời Ngũ Đại.
- Lưu Ẩn, tiết độ sứ Thanh Hải thời Ngũ Đại.
- Lưu Quang Thế, một trong Trung hưng tứ tướng của nhà Tống.
- Lưu Cơ, tự Bá Ôn, khai quốc công thần nhà Minh.
- Lưu Dung, quan đại thần nhà Thanh.

### Hiện đại
- Lưu Quốc Trung, (1962 -), Ủy viên Ủy ban Trung ương Đảng Cộng sản Trung Quốc khóa XIX, Tỉnh trưởng Chính phủ Nhân dân tỉnh Thiểm Tây, nguyên Tỉnh trưởng Chính phủ Nhân dân tỉnh Cát Lâm.
- Lưu Ninh, (1962 -), Ủy viên Dự khuyết Ủy ban Trung ương Đảng Cộng sản Trung Quốc khóa XIX, Tỉnh trưởng Chính phủ Nhân dân tỉnh Thanh Hải.
- Lưu Gia Nghĩa, 1956, Bí thư Tỉnh ủy tỉnh Sơn Đông, là Ủy viên Ủy ban Trung ương Đảng Cộng sản Trung Quốc khóa XVII, XVIII, XIX, nguyên Tổng Kiểm toán Ủy ban Kiểm toán Nhà nước Trung Quốc, nhiều năm làm công tác Kiểm toán, nổi danh.
- Lưu Tương, Tư lệnh Quân khu 7, quân đội Quốc Dân Đảng Trung Quốc thời Trung Hoa Dân Quốc.
- Lưu Thiếu Kỳ, Chủ tịch nước Cộng hòa Nhân dân Trung Hoa.
- Lưu Bá Thừa, một trong Thập đại Nguyên soái của Giải phóng quân Trung Quốc.
- Lưu Lôi, Thượng tướng, Chính ủy Quân chủng Lục quân
- Lưu Đức Hoa, ca sĩ, diễn viên Hồng Kông.
- Lưu Hiểu Khánh, diễn viên Trung Quốc.
- Lưu Diệc Phi, diễn viên Trung Quốc.
- Lưu Đào, diễn viên Trung Quốc.
- Lưu Thi Thi , diễn viên Trung Quốc.
- Lưu Khải Uy, ca sĩ, diễn viên (Trung Quốc, Hồng Kông)
- Amber Liu, tên khai sinh là Lưu Dật Vân, ca sĩ, thành viên nhóm nhạc f(x) Hàn Quốc.
- YangYang,  (Hán ngữ: 刘扬扬 / Liu YangYang) (Hán việt: Lưu Dương Dương), thành viên nhóm nhạc NCT
- Lưu Đức Hải: nhạc gia đàn tỳ bà Trung Quốc, sinh năm 1937.
- Lưu Vũ Ninh, ca sĩ, diễn viên (Trung Quốc).
- Lưu Diệu Văn, ca sĩ, diễn viên, thành viên của nhóm nhạc Thời Đại Thiếu Niên Đoàn

## Khác
- Lưu Báo: Tả Hiền vương của Hung Nô.
- Hách Liên Bột Bột: tên ban đầu là Lưu Bột Bột, người lập ra nước Hạ thời Thập lục quốc
- Lưu Tư Mộ: nam diễn viên, cascadeur người Canada gốc Hoa.
- Lưu Ngọc Linh: một nữ diễn viên người Mỹ gốc Hoa, nữ diễn viên lồng tiếng, đạo diễn, nhà sản xuất, ca sĩ và nghệ sĩ

## Người Triều Tiên họ Lưu
- Yu Jae-seok (Hán Việt: Lưu Tại Tích), người dẫn chương trình Hàn Quốc